# Corona sueca
La corona (en sueco: krona, plural kronor) es la moneda oficial de Suecia. Su código ISO 4217 es SEK y se abrevia como kr.. Está dividida en 100 öre, y circula, junto al euro, en las islas finlandesas de Åland.

## Historia
La corona se introdujo por primera vez en 1873 para sustituir al riksdaler riksmynt a la par, como resultado de los acuerdos de la Unión Monetaria Escandinava.
Tras la disolución de la unión monetaria, Suecia, Dinamarca y Noruega decidieron mantener los nombres de sus respectivas monedas.

## Monedas

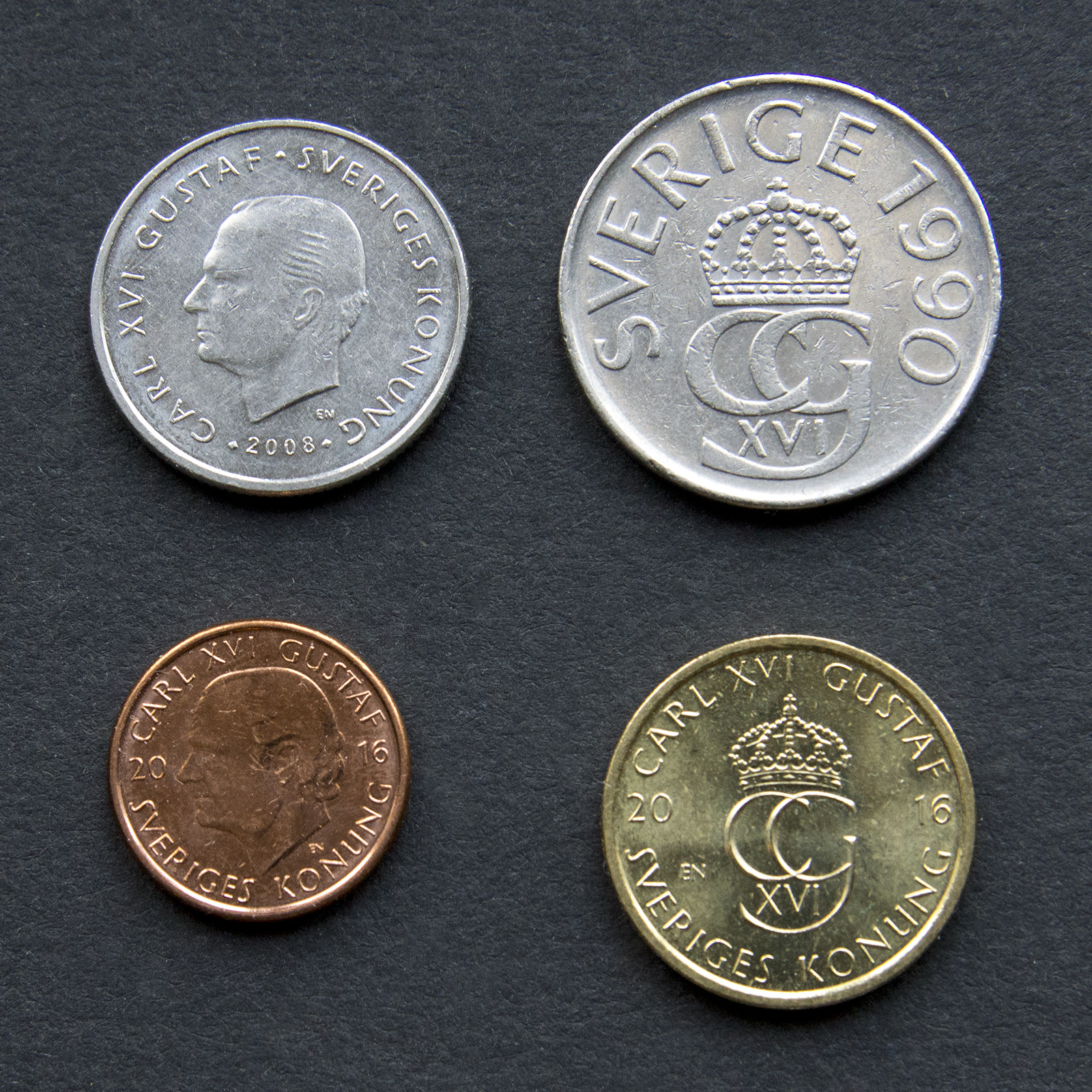
Diseño antiguo (arriba) y nuevo (abajo) de las monedas de 1 y 5 coronas.

Entre 1873 y 1876 se introdujeron las primeras monedas de 1, 2, 5, 10, 25, 50 öre, 1, 2, 10 y 20 coronas. Las monedas de 1, 2 y 5 öre eran de bronce, las de 10, 25, 50 öre, 1 y 2 coronas de plata y las de 10 y 20 coronas de oro. También se añadieron monedas de 5 coronas de oro en 1881.
La producción de monedas de oro finalizó en 1902 y se restableció de forma tímida en 1920 hasta que cesó completamente en 1925. Debido a la escasez de metales durante la Primera Guerra Mundial el hierro sustituyó al bronce entre 1917 y 1919. El cuproníquel sustituyó a la plata en las monedas de 10, 25 y 50 öre en 1920, pero en 1927 volvieron a acuñarse en plata.
Durante la Segunda Guerra Mundial también hubo escasez de metales, por lo que el cono monetario volvió a cambiar. Las monedas de cuproníquel de 10, 25 y 50 öre volvieron a acuñarse en 1940, 1946 y 1947. En 1942, el hierro volvió a sustituir al bronce hasta 1950 que se acuñaron tanto en hierro como en bronce, y el contenido de plata en las demás denominaciones se redujo. En 1963, el cuproníquel sustituyó a la plata en las monedas de 10, 25, 50 öre, y las de 1 y 2 coronas en 1968.
Las monedas de 5 coronas de plata se acuñaron en 1954, 1955 y 1961, con un diseño similar a las últimas monedas de cuproníquel de 1 y 2 coronas.
En 1972 se introdujo una nueva moneda de 5 coronas más pequeña acuñada en cuproníquel. El diseño utilizado hasta 2016 vino acuñándose desde 1979. En 1971, la producción de monedas de 1 y 2 öre, así como la de 2 coronas, finalizó. El tamaño de las monedas de 5 öre se redujo en 1972. En 1984, las monedas de 5 y 25 öre dejaron de fabricarse, y lo mismo ocurrió en 1991 con las de 10 öre. En 1992, se introdujeron monedas de aluminio-latón (oro nórdico) de 10 coronas, junto a un nuevo tipo de 50 öre de bronce. El gobierno decidió en marzo de 2009 suspender la producción de monedas de 50 öre, que dejaron de ser válidas como medio de pago el 1 de octubre de 2010. 
La moneda de 2 coronas se acuñó de 1876 a 1971, con un contenido de plata que se aplicó hasta el año 1968. El contenido en plata es de un valor aproximado a 19 coronas, por lo que prácticamente no circulaba, pero mantenía su valor como medio de pago hasta 2017. Las monedas anteriores a 1942 contienen un porcentaje mayor. Existe una severa legislación que prohíbe su fundición. La moneda lleva acuñada la figura de Gustavo VI Adolfo en el anverso, y el escudo nacional en el reverso. 
En 2016, se introdujo una nueva serie de monedas de 1, 2 y 5 coronas, que reemplazaron a las anteriores versiones en cuproníquel. Estas últimas fueron quitadas de circulación el 31 de agosto de 2017. De la anterior serie, solo se mantiene la moneda de 10 coronas, que conserva su mismo diseño y una misma composición.

Las monedas actuales se detallan a continuación:
| Denominación | Metal                     | Canto | Diámetro (mm) | Peso (g) | Anverso                                                                                         | Reverso                            |
| ------------ | ------------------------- | ----- | ------------- | -------- | ----------------------------------------------------------------------------------------------- | ---------------------------------- |
| 1 corona     | Acero recubierto de Cobre |       | 19,5          | 3,6 g    | Carlos XVI Gustavo - CARL XVI GUSTAF · SVERIGES KONUNG - año de acuñación                       | 1 - EN KRONA - Corona - SVERIGE    |
| 2 coronas    | Acero recubierto de Cobre |       | 22,5          | 4,8 g    | Carlos XVI Gustavo - CARL XVI GUSTAF · SVERIGES KONUNG - año de acuñación                       | 2 KRONOR - Corona - SVERIGE        |
| 5 coronas    | Oro nórdico               |       | 23,75         | 6,1 g    | Monograma personal de Carlos XVI Gustavo - CARL XVI GUSTAF - SVERIGES KONUNG - año de acuñación | 5 KRONOR - Corona - SVERIGE        |
| 10 coronas   | Oro nórdico               |       | 20,5          | 6,6 g    | Carlos XVI Gustavo - CARL XVI GUSTAF · SVERIGES KONUNG - año de acuñación                       | 10 KRONOR - Escudo menor de Suecia |

## Billetes
En 1874, el Riksbank introdujo billetes de 1, 5, 10, 50, 100 y 1000 coronas. En principio los billetes de 1 corona se emitieron durante dos años, pero luego reaparecieron entre 1914 y 1920. En 1939 y en 1958, se emitieron billetes de 10 000 coronas.
La emisión de billetes de 5 coronas fue interrumpida en 1981, a pesar de venir acuñándose una moneda desde 1972. En 1985, se introdujeron denominaciones de 500 coronas. Con la introducción de monedas de 10 coronas en 1991, la producción de billetes de la misma denominación cesó y se añadieron los de 20 coronas. La emisión de billetes de 50 coronas también finalizó, pero en 1996 se restableció de nuevo. En 2006 el Banco de Suecia introdujo un nuevo billete de 1000 coronas. 
Recientemente, el Riksbank anunció que los billetes actuales serán remplazados por otros más modernos .
| Imagen | Denominación | Color predominante | Dimensiones | Anverso | Reverso                                                         |
| ------ | ------------ | ------------------ | ----------- | --- | --------------------------------------------------------------- |
|        | 20 coronas   | Violeta            | 120 × 66 mm | 20 - TJUGO KRONOR - Astrid Lindgren - Pippi Långstrump - Las Tres Coronas - SVERIGES RIKSBANK                                                                       | 20 - TJUGO KRONOR - Småland - Linnaea                           |
|        | 50 coronas   | Amarillo / naranja | 126 × 66 mm | 50 - FEMTIO KRONOR - Evert Taube - Las Tres Coronas - SVERIGES RIKSBANK                                                                                             | 50 - FEMTIO KRONOR - Bohuslän - Grabados rupestres de Tanum     |
|        | 100 coronas  | Azul               | 133 × 66 mm | 100 - ETT HUNDRA KRONOR - Greta Garbo - Las Tres Coronas - SVERIGES RIKSBANK                                                                                        | 100 - ETT HUNDRA KRONOR - Estocolmo                             |
|        | 200 coronas  | Verde              | 140 × 66 mm | 200 - TVÅ HUNDRA KRONOR - Ingmar Bergman - Las Tres Coronas - SVERIGES RIKSBANK                                                                                     | 200 - TVÅ HUNDRA KRONOR - Provincia de Gotland                  |
|        | 500 coronas  | Rojo               | 147 × 66 mm | 500 - FEM HUNDRA KRONOR - Birgit Nilsson - Las Tres Coronas - SVERIGES RIKSBANK                                                                                     | 500 - FEM HUNDRA KRONOR - Puente-túnel - Leucanthemum - Escania |
|        | 1000 coronas | Gris               | 154 × 66 mm | 1000 - ETT TUSEN KRONOR - Dag Hammarskjöld - Sede de la Organización de las Naciones Unidas - Bandera de la Organización de las Naciones Unidas - SVERIGES RIKSBANK | 1000 - ETT TUSEN KRONOR - Región de Laponia (Suecia)            |

| Denominación | Color predominante | Dimensiones | Anverso                                                                                        | Reverso                                                                         |
| ------------ | ------------------ | ----------- | ---------------------------------------------------------------------------------------------- | ------------------------------------------------------------------------------- |
| 20 coronas   | Violeta            | 120 × 67 mm | 20 - TJUGO KRONOR - Selma Lagerlöf - Carruaje - SVERIGES RIKSBANK                              | 20 - TJUGO KRONOR - Nils Holgersson sobrevolando Escania en un ganso            |
| 50 coronas   | Naranja            | 120 × 77 mm | 50 - FEMTIO KRONOR - Jenny Lind - Antigua Ópera de Estocolmo - Pentagramas - SVERIGES RIKSBANK | 50 - FEMTIO KRONOR - Nyckelharpa                                                |
| 100 coronas  | Azul               | 140 × 72 mm | 100 - ETT HUNDRA KRONOR - Carlos Linneo - Plantas y semillas - SVERIGES RIKSBANK               | 100 - ETT HUNDRA KRONOR - Abeja polinizando una flor                            |
| 500 coronas  | Rojo/Azul          | 150 × 82 mm | 500 - FEM HUNDRA KRONOR - Carlos XI - Primer edificio del Banco de Suecia - SVERIGES RIKSBANK  | 500 - FEM HUNDRA KRONOR - Christopher Polhem - Rueda de engranaje - Cálculos    |
| 1000 coronas | Gris               | 160 × 82 mm | 1000 - ETT TUSEN KRONOR - Gustavo I Vasa - SVERIGES RIKSBANK                                   | 1000 - ETT TUSEN KRONOR - Dibujo de Olaus Magnus de las Gentes del norte (1555) |